# Kerk van Moritzburg
De Kerk van Moritzburg (Duits: Moritzburger Kirche) is het monumentale kerkgebouw van de protestants-lutherse gemeente in Moritzburg, Saksen.

## Geschiedenis en beschrijving
Het 47 meter hoge kerkgebouw werd in de jaren 1902-1904 naar een ontwerp van de architect Richard Schleinitz (1861–1916) uit Dresden gebouwd. De wijding van het gebouw vond op 7 november 1904 plaats. 
Het ontwerp betreft een centraalbouw in neobarokke vorm en correspondeert wat stijl betreft met het barokke Slot van Moritzburg.
Vermeldenswaardig over het interieur zijn het aanmerkelijk oudere altaarschilderij van de Transfiguratie van Christus, de vier gestucte symbolen van de evangelisten in de koepel en het in 1904 gebouwde orgel van de gebroeders Jehmlich uit Dresden.       
Na een lange periode van verwaarlozing werd in 1992 begonnen met een grondige restauratie van de kerk. Wegens financiële gronden overspande de restauratie van de kerk bijna twee decennia. In de zomer van 2010 werden de werkzaamheden afgesloten.
Jaarlijks vinden er in de kerk in het kader van het Moritzburg Festival (een festival van kamermuziek) in augustus concerten plaats.